# احساسات ضد هندی
احساسات ضد هندی (anti-Indianism یا Indophobia) ، شکلی از نژادپرستی علیه آسیایی‌ها بوده که با نام هندوفوبیا یا هندستیزی نیز شناخته می‌شود. این احساسات منفی شامل نفرت و انزجار نسبت به هند، هندی‌ها و فرهنگ هندی است، احساسات ضد هندی در تعصب ضد هندی، تمایلی است که منجر به واکنش منفی نسبت به مردم هند، در برابر جنبه‌های فرهنگ هندی و عادات هنجاری مرسوم میشود، نقطه مقابل این تمایل ضدهندی، هندومانی است. بر اساس نظرسنجی سرویس جهانی bbc در سال 2017 می توان به کشورهایی چون پاکستان، برزیل، چین، ترکیه و... اشاره کرد.

## تاریخچه
رابطه بین هندومانیا و هندهراسی در هندولوژی بریتانیا در دوران ویکتوریا توسط آکادمی آمریکایی توماس تراتمن مورد بحث قرار گرفت. او دریافت که هند هراسی در گفتمان بریتانیایی در اوایل قرن نوزدهم در مورد هند به یک هنجار تبدیل شده بود که نتیجه برنامه آگاهانه انجیلیالیسم و فایده‌گرایی بوده‌است. این موضوع به ویژه توسط چارلز گرانت و جیمز میل مورد بحث قرار گرفت. مورخان خاطرنشان کردند که در دوران حکومت بریتانیا در هند، نفوذ انجیل، سیاست بریتانیا را به سمتی سوق داد که به حداقل رساندن و تحقیر کردن دستاوردهای تمدن هند و به قدرت رساندن فرهنگ کاتولیکی به عنوان نفی هندومانای بریتانیایی اولیه که با اعتقاد به خرد هندی تغذیه می‌شد، شروع به رشد کرد.
در اثر بسیار جذاب و بحث برانگیز گرانت در سال 1796، درباره موضوعات آسیایی بریتانیای کبیر، او از شرق شناسان به خاطر احترام بیش از حد به فرهنگ و مذهب هند انتقاد کرد. کار او تلاش کرد تا جایگاه واقعی هندوها را در مقیاس اخلاقی، مشخص کند. او ادعا کرد که هندوها مردمی به شدت فاسد هستند. گرانت معتقد بود که وظیفه بریتانیا متمدن کردن و مسیحی کردن بومیان است.
لرد مکالی که بین سال‌های 1834 و 1838 در شورای عالی هند خدمت می‌کرد، در ایجاد پایه‌های هند استعماری نقش داشت. او فرماندار کل را متقاعد کرد که از سال ششم تحصیل به بعد، به جای زبان سانسکریت یا عربی، زبان انگلیسی را به‌عنوان وسیله آموزش در مدارس اشاعه دهند. او ادعا کرد: "من هرگز در میان آنها کسی را پیدا نکردم که بتواند انکار کند که یک قفسه از یک کتابخانه خوب اروپایی ارزش کل ادبیات بومی هند را دارد." او نوشت که آثار عربی و سانسکریت در مورد پزشکی حاوی "آموزه های پزشکی است که به آن‌ها کمک می‌کند تا با ما بیشتر آشنا شوند." 
یکی از تأثیرگذارترین مورخان هند در دوران امپراتوری بریتانیا، جیمز میل به دلیل تعصب علیه هندوها مورد انتقاد قرار گرفت. هوراس هیمن ویلسون نوشت که اندیشه میل اندیشه «شیطان» بود. میل ادعا کرد که هم مردم هند و هم مردم چین ترسو، بی‌احساس و دروغگو هستند. هم میل و هم گرانت به مطالعات شرق‌شناسی که بیش‌ازحد به فرهنگ هند احترام می‌گذاشتند، حمله کردند: «مایه تأسف است که ذهنی به‌قدری پاک و ساده مانند ذهن سر ویلیام جونز، که در جستجوی حقیقت است باید آنقدر وقف یادگیری شرقی شود، که این فرضیه را فراموش کند.
کلیشه‌های هندی‌ها در طول شورش هندی‌ها در سال 1857، که به‌عنوان اولین جنگ استقلال هند برای هندی‌ها و به‌عنوان شورش سپوی برای بریتانیا شناخته می‌شود، تشدید شد، زمانی که سپاهیان هندی علیه حاکمیت شرکت هند شرقی بریتانیا در این کشور قیام کردند. ادعاهای تجاوز جنگی به‌عنوان تبلیغات توسط استعمارگران انگلیسی به منظور توجیه استعمار هند مورد استفاده قرار گرفت. در حالی که رویدادهای تجاوز جنسی توسط شورشیان هندی علیه زنان و دختران بریتانیایی عملاً وجود نداشت، رسانه‌های بریتانیا برای توجیه مداخله مستمر بریتانیا در شبه قاره هند این موضوع را اغراق‌آمیز کردند.
در آن زمان، روزنامه‌های بریتانیا گزارش‌های شاهدان عینی مختلفی را از تجاوز به زنان و دختران انگلیسی توسط شورشیان هندی چاپ کرده بودند، اما با شواهد فیزیکی کمی به این موضوع اشاره کردند. بعدها مشخص شد که برخی از آنها داستان‌هایی هستند که صرفاً برای ترسیم چهره مردم بومی هند به‌عنوان وحشی‌هایی که نیاز به متمدن شدن دارند، ساخته شده‌اند؛ مأموریتی که گاهی اوقات به‌عنوان "مسئولیت مرد سفید" شناخته می‌شد. یکی از این گزارش‌ها که توسط روزنامه تایمز منتشر شد، در مورد حادثه‌ای بود که در آن 48 دختر بریتانیایی 10 تا 14 ساله توسط شورشیان هندی در دهلی مورد تجاوز جنسی قرار گرفته اند. این موضوع در آن زمان توسط کارل مارکس مورد انتقاد قرار گرفت، و اشاره کرد که این داستان تبلیغاتی است که توسط یک روحانی در بنگلور نوشته شده است. موجی از وندالیسم ضد هندی با شورش همراه شد. هنگامی که دهلی به دست انگلیسی‌ها افتاد، شهر غارت شد، کاخ‌ها غارت شدند و مساجد هتک حرمت گشتند، به‌طوری‌که به نظر می‌آیند یک "کار عمدی و خرابکاری" باشد.